# Rajd Dolnośląski 1966
10. Rajd Dolnośląski – 10. edycja Rajdu Dolnośląskiego. Był to rajd samochodowy rozgrywany od 20 do 22 maja  1966 roku. Była to pierwsza runda Rajdowych Samochodowych Mistrzostw Polski w roku 1966. Rajd został rozegrany na nawierzchni asfaltowej. Zwycięzcą rajdu został Sobiesław Zasada.

## Wyniki końcowe rajdu[1][2]
| Miejsce | Kierowca         | Pilot      | Samochód          | Czas | Strata | Grupa Klasa |
| ------- | ---------------- | ---------- | ----------------- | ---- | ------ | ----------- |
| 1       | Sobiesław Zasada | Ewa Zasada | Steyr Puch 650 TR |      | -      | B1          |